# گری دریسکول
گری دریسکول (انگلیسی: Gary Driscoll; ۱۸ آوریل ۱۹۴۶ – ۸ ژوئن ۱۹۸۷) طبل‌زن اهل ایالات متحده آمریکا بود. وی بین سال‌های ۱۹۶۵ تا ۱۹۸۷ میلادی فعالیت می‌کرد.